# Cafius mutatus
Cafius mutatus is een keversoort uit de familie van de kortschildkevers (Staphylinidae). De wetenschappelijke naam van de soort is voor het eerst geldig gepubliceerd in 1868 door Gemminger & Harold.